# Madagodu, Belur
Madagodu là một làng thuộc tehsil Belur, huyện Hassan, bang Karnataka, Ấn Độ.